# Интервью Масуда Пезешкиана Такеру Карлсону
Интервью президента Ирана Масуда Пезешкиана американскому политическому обозревателю Такеру Карлсону было анонсировано в социальных сетях Карлсона 5 июля 2025 года. Премьера состоялась на следующий день после анонса 6 июля 2025 года во всех социальных сетях журналиста и потоковом сервисе Tucker Carlson Network, а офис президента Ирана одновременно распространил информацию о беседе через официальные каналы. Интервью стало значимым событием в контексте международной политики, поскольку предоставило иранскому лидеру платформу для прямого обращения к американской аудитории на фоне напряжённых отношений Ирана между США и Израилем. В ходе беседы обсуждались ключевые вопросы, включая ядерную программу Ирана, региональные конфликты, отношения с США и обвинения в адрес Израиля в попытках дестабилизации Ирана.
Интервью вызвало широкий резонанс как в Иране, так и за его пределами. В то время как некоторые иранские умеренные политики и СМИ позитивно оценили попытку Пезешкиана наладить диалог с Западом, консервативные круги в Иране подвергли его критике за «примирительный» тон в условиях военных действий со стороны США и Израиля. Международные эксперты и аналитики также отметили, что интервью стало своего рода стратегической победой для Тегерана, предоставив Ирану возможность донести свою позицию до глобальной аудитории без серьёзного противодействия со стороны Карлсона.
Интервью было проведено в формате онлайн, что отличало его от личной встречи с другими людьми с Такером Карлсоном в относительно спокойной атмосфере, без резких конфронтаций. Карлсон задавал вопросы, которые, по мнению ряда экспертов, были «мягкими» и не сопровождались серьёзными уточнениями или возражениями. Например, он не стал углубляться в темы прав человека в Иране, ядерных амбиций или обвинений в адрес Тегерана в поддержке террористических групп, что вызвало критику со стороны аналитиков, считающих, что интервью предоставило Пезешкиану платформу для пропаганды без должного противодействия.
По состоянию на 10 июля 2025 года интервью на YouTube-канале Карлсона набрало 1,5 миллионов просмотров, 82 тысяч лайков и 27 тысяч комментариев.

## Предыстория

### Политический контекст
Интервью состоялось в период повышенной напряжённости на Ближнем Востоке, связанной с эскалацией конфликта между Ираном, Израилем и их союзниками. В 2025 году регион столкнулся с серией военных инцидентов, включая атаки на иранские ядерные объекты, приписываемые Израилю и поддерживаемые США, а также ответные действия Ирана. Эти события усилили недоверие Тегерана к международным структурам, таким как Международное агентство по атомной энергии (МАГАТЭ), которое, по словам Пезешкиана, использовалось для передачи разведданных Израилю с целью проведения диверсий.
На внутреннем уровне в Иране Масуд Пезешкиан, избранный президентом в 2024 году, позиционировал себя как «‎‎умеренный реформатор», стремящийся к диалогу с Западом, но при этом твёрдо отстаивающий национальные интересы страны. Его готовность к переговорам по ядерной программе и смягчение риторики в отношении США вызывали как поддержку, так и критику внутри страны, особенно на фоне продолжающихся санкций и внешнего давления.

### Роль Такера Карлсона
Такер Карлсон, известный американский журналист и телеведущий, представляет консервативное крыло американской политики, критикующее интервенционистскую внешнюю политику США. Его интервью с лидерами авторитарных государств, таких как Владимир Путин в 2024 году, уже вызывали споры из-за отсутствия жёсткой критики со стороны ведущего. Выбор Карлсона в качестве интервьюера для Пезешкиана был воспринят многими аналитиками как попытка Ирана обратиться к изоляционистски настроенной аудитории в США, связанной с движением «America First» и сторонниками Дональда Трампа.

## Содержание

### Ядерная программа Ирана и переговоры с США
Пезешкиан подчеркнул, что Иран не стремится к созданию ядерного оружия, ссылаясь на религиозный запрет на его разработку, изданный высшим руководителем страны. Он отметил, что Иран неоднократно допускал инспекции МАГАТЭ, но выразил озабоченность по поводу того, что полученные данные использовались для атак на иранские объекты. Президент заявил о готовности возобновить переговоры с США при условии восстановления доверия, упомянув провал последних попыток диалога, посредником в которых выступал Оман.

### Отношения с США и риторика «Смерть Америке»
На вопрос Карлсона о знаменитых лозунгах «Смерть Америке», звучащих на политических митингах в Иране, Пезешкиан дал неоднозначный ответ, указав, что эта фраза отражает исторические обиды на вмешательство США в дела Ирана, но не является призывом к насилию. Он выразил мнение, что разногласия между странами могут быть решены через диалог, если Вашингтон проявит искренность в переговорах.

### Обвинения в адрес Израиля
Одним из наиболее резонансных моментов стало заявление Пезешкиана о том, что Израиль якобы пытался организовать покушение на него, нанеся удар по району, где он проводил встречу. Он не представил доказательств, но использовал этот эпизод для подчёркивания враждебности Израиля и его попыток втянуть США в конфликт с Ираном. По словам президента, Иран не имеет прямых причин для конфликта с Америкой, а напряжённость искусственно раздувается внешними силам.

### Региональная политика и «вечные войны»
Пезешкиан использовал термин «вечные войны» (forever wars), популярный среди изоляционистов в США, чтобы критиковать вмешательство Запада в дела Ближнего Востока. Он заявил, что Иран никогда не начинал войн и не желает их продолжения, призывая к дипломатическому урегулированию конфликтов. Этот акцент на диалог был воспринят как попытка апеллировать к антивоенным настроениям в американской аудитории.

### Суверенитет и оборона
Президент Ирана неоднократно подчёркивал важность национального суверенитета и готовность страны защищать свою независимость «до последнего вздоха». При этом он избегал воинственной риторики, представляя Иран как жертву внешней агрессии, а не как агрессора. Пезешкиан также выразил сожаление по поводу дестабилизации региона, возложив ответственность за насилие на внешние силы.

## Реакция
Основная критика интервью была направлена на Такера Карлсона за его подход к беседе. Аналитики, такие как Джозеф Эпштейн из Института Йорктауна, указали, что Карлсон следует модели, при которой авторитарные лидеры получают возможность переписывать нарративы без должного контекста или проверки фактов. Это, по их мнению, размывает грань между журналистским любопытством и идеологической поддержкой, особенно учитывая использование Пезешкианом терминов, близких к риторике американских изоляционистов.
Кроме того, отсутствие обсуждения таких тем, как внутренние репрессии в Иране или поддержка прокси-групп в регионе, вызвало обвинения в том, что интервью было однобоким и не отражало полной картины иранской политики. Некоторые эксперты также выразили обеспокоенность по поводу того, что подобные платформы могут быть использованы для стратегической дезинформации, усиливая влияние Ирана на международной арене.

### Иран
Внутри Ирана интервью вызвало смешанную реакцию. Умеренные круги и сторонники Пезешкиана приветствовали его выступление как шаг к деэскалации напряжённости с Западом и попытку представить Иран как рационального участника международной политики. Однако консерваторы и представители жёсткой линии осудили президента за «уступчивость» в условиях, когда США и их союзники продолжают военные действия против Ирана. Некоторые иранские СМИ отметили, что использование термина «вечные войны» и смягчённый тон в отношении лозунга «Смерть Америке» были восприняты как попытка заигрывания с американской аудиторией, что не соответствует национальным интересам.

### США и международная арена
Международные эксперты и аналитики охарактеризовали интервью как «победу информационной войны» для Тегерана. Маргус Колга, специалист по иностранной дезинформации, отметил, что Карлсон, намеренно или нет, стал проводником иранской пропаганды, предоставив Пезешкиану возможность донести свою позицию до миллионов зрителей без контекста или критики. Холли Дагрес указала, что риторика Пезешкиана была тщательно выстроена для обращения к изоляционистским настроениям в США, особенно к сторонникам Дональда Трампа, с целью ослабить поддержку американско-израильского альянса.
Кейси Бабб из Института Макдональда-Лорье добавил, что интервью стало частью долгосрочной стратегии Ирана по подрыву связей между США и Израилем, что может иметь серьёзные последствия для региональной политики в будущем. Многие критики также отметили, что Карлсон не затронул важные темы, такие как нарушения прав человека в Иране или предполагаемые планы Тегерана по устранению американских официальных лиц, что сделало беседу односторонней.

## Последствия
Интервью Масуда Пезешкиана Такеру Карлсону стало важным событием в контексте международной политики, отражая сложность отношений между Ираном и Западом. С одной стороны, оно предоставило иранскому лидеру редкую возможность напрямую обратиться к американской аудитории, обойдя традиционные западные нарративы, представляющие Иран исключительно как угрозу. С другой стороны, отсутствие жёсткой критики со стороны Карлсона позволило Пезешкиану продвигать свою позицию без серьёзного сопротивления, что вызвало опасения среди аналитиков относительно роли подобных платформ в распространении пропаганды.
По мнению ряда экспертов, интервью выявило парадоксы современной дипломатии: стремление к диалогу со стороны Ирана сталкивается с глубоким недоверием, основанным на десятилетиях конфликтов и вмешательств. Выступление Пезешкиана также подчеркнуло необходимость пересмотра подходов к взаимодействию между Западом и Ираном, отходя от автоматических реакций и стереотипов к более сложному и уважительному диалогу. Однако, как отмечают аналитики, без конкретных шагов по восстановлению доверия такие интервью остаются скорее символическими актами, чем реальными механизмами для разрешения конфликтов.